# Chinchilla (animal)

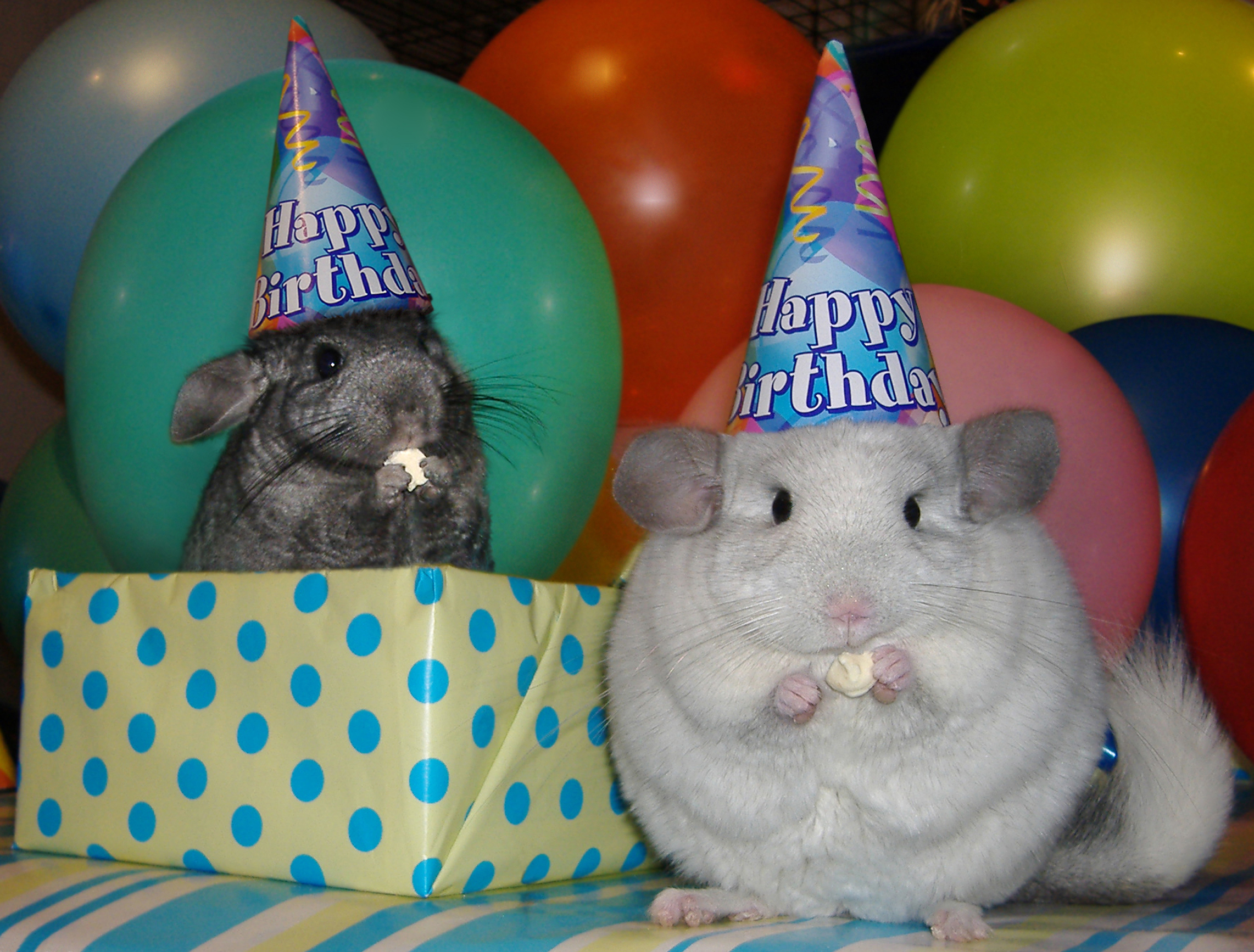
Dúo de chinchillas domésticas en su cumpleaños

Chinchilla es un género de roedores histricomorfos de la familia Chinchillidae conocidos comúnmente como chinchillas. Es endémico de la mitad sur de los Andes. El género Chinchilla agrupa dos especies y una variedad doméstica, creada por el cruce de las salvajes, aparte de la variedad doméstica. Las chinchillas son muy apreciadas en la peletería de lujo.

## Especies salvajes y variedades domésticas
Aunque tienen un aspecto y un comportamiento muy similares, se distinguen dos especies dentro del género Chinchilla, así como algunas variedades domésticas. Las únicas especies actualmente conocidas son animales sudamericanos muy raros. Ambas están protegidas:
- Chinchilla chinchilla (antes Chinchilla brevicaudata Waterhouse, 1848) o chinchilla de cola corta.
- Chinchilla lanigera Molina, 1782 o chinchilla de cola larga.

La chinchilla de cría o chinchilla doméstica es un híbrido (Chinchilla lanigera x Chinchilla chinchilla) resultante del cruce progresivo de ambas especies salvajes entre sí, por parte de los criadores comerciales de estos animales. Sin embargo, la chinchilla doméstica es mucho más cercana a C. lanigera que a C. chinchilla, la cual es mucho más rara. Se trata de un animal adaptado a la cautividad y conocido por el gran público con el nombre común de «chinchilla». Originalmente, el objetivo de los primeros criadores era la producción de pieles. La chinchilla doméstica también sirve como animal de laboratorio, y recientemente como animal de compañía. Los criadores han criado de muchos colores diferentes, aunque su cría comenzó hace menos de un siglo.

## Nomenclatura y sistemática

### Etimología
El nombre «chinchilla» proviene o bien de una tribu nativa americana de los Andes, los Chinches, y significaría literalmente «pequeño chinche»; o bien de «chinche», «animal maloliente», (sin duda en referencia al fuerte olor que libera cuando se le asusta). «Chinchilla» también podría venir de la lengua quechua: de chin, que significa «silencioso», o sinchi, que significa «fuerte» o «valiente», a los que se añade el diminutivo quechua pareja. Todo junto, el nombre significa «fuerte y silencioso pequeño».
El nombre del animal difiere poco de una lengua a otra. Por ejemplo, en diferentes países del mundo recibe los nombres de:
- Chinchilla:danés, alemán, inglés, español, finés, francés, indonesio, neerlandés, sueco
- Chinchila: portugués,  galego
- Ĉinĉilo: esperanto
- Šinšiliniai: lituano
- Činčila: checo, eslovaco, esloveno

Croquis comparativo de las dos especies de chinchillas salvajes.

- Szynszyla: polaco
- Txintxilla: euskera
- Xinxilla: catalán

### Género Chinchilla
La taxonomía de las chinchillas aún está discutida. La desaparición, posiblemente total, de una o más especies salvajes lograría que nunca se pudiera resolver este problema.
El nombre genérico Chinchilla Bennett, 1829, es a menudo discutido, es aún el nombre latín más utilizado. Así mismo, existen numerosos sinónimos: Mus Linnaeus, 1758 (Molina, 1782), Lemmus Link, 1795 (Tiedemann, 1808), Cricetus Leske, 1779 (E.Geoffroy St.-Hilaire, 1803); Eriomys Lichtenstein, 1830; Callomys d'orbigny & I. Geoffroy St.-Hilaire, 1830; Aulacodus Temminck, 1827 (Kaup, 1832); Lagostomus Brookes, 1828 (Cuvier, 1830).

### Taxones inferiores

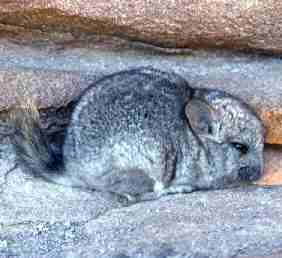
C. chinchilla.

La existencia de varias especies o subespecies de este género también es muy discutida desde el siglo XIX. Algunos autores reconocen una única especie, mientras que otros reconocen una o más subespecies de la especie C. lanigera, o de la especie C. chinchilla.
La clasificación más utilizada tanto por los investigadores, como por las taxonomías, desde las clásicas hasta las más recientes, es que el género Chinchilla Bennett, 1829 incluye dos especies:C. chinchilla, Lichtenstein, 1829 (antes llamada Chinchilla brevicaudata Waterhouse, 1848); y C. lanigera Bennett, 1829.
Esta distinción se corresponde con los datos moleculares recientes, pues, en 2003, Valladares y Spotorno hicieron una petición a la Comisión Internacional de Nomenclatura Zoológica de renombrar dos especies: validar el antiguo nombre Mus laniger (Molina, 1782) en lugar de Chinchilla laniger (Molina, 1782) y validar el antiguo Eriomys chinchilla Lichtenstein, 1830 en lugar de Chinchilla brevicaudata Waterhouse, 1848. Esta petición aún no ha recibido respuesta.
En cuanto a la chinchilla doméstica, los científicos la consideran generalmente un híbrido (con una fuerte influencia de C. lanigera) resultante del cruce en cautividad entre C. lanigera y C. chinchilla. En los laboratorios, en cambio, se les designa como C. lanigera, sin distinguir entre la especie salvaje y los descendientes de animales en cautividad.
Esta distinción entre variedad doméstica y las especies salvajes es esencial dentro del marco de las reglamentaciones internacionales, ya que difieren, según se trate de ejemplares en cautividad o de ejemplares salvajes protegidos.
Por ello no es adecuado liberar ejemplares de los comercialmente multiplicados en cautiverio en el hábitat de C. lanigera pues, al no ser puros, dañarían el caudal genético de los remanentes silvestres.

## Características comunes
Las chinchillas salvajes casi han desaparecido. Sin embargo, algunas raras observaciones (AE Brehm, 1864; Jiménez, 1995) permiten hacerse una idea de su morfología y su comportamiento. Las chinchillas domésticas heredaron las características de sus antepasados. Para más detalles, véanse los artículos de cada especie y variedad.
Estos roedores del tamaño de un pequeño conejo están perfectamente adaptados a su modo de vida en un hábitat hostil.

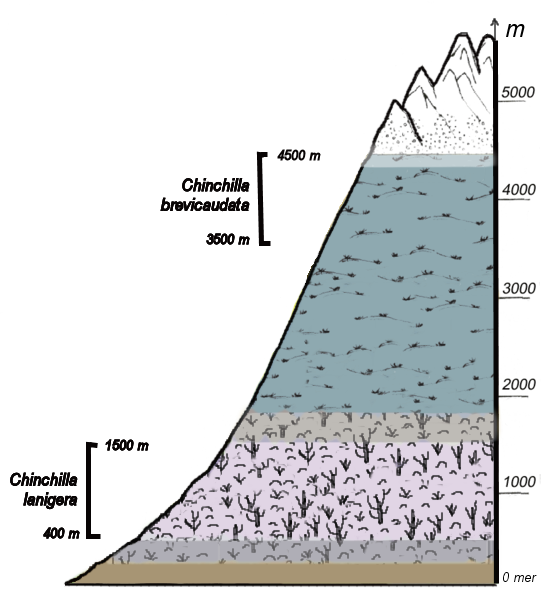
El hábitat de cada una de les especies de chinchilla salvaje en los Andes.

### Comportamiento social
El hábitat de las chinchillas es la cordillera de los Andes, de hasta más de 4500 m de altitud según la especie, en zonas rocosas desérticas. Antiguamente, vivían en grupos familiares de cientos de ejemplares, pero su rarefacción tiende a reducir más y más el tamaño de las últimas colonias conocidas de C. lanigera. Las hembras son más grandes que los machos, y son dominantes. Hay opiniones divergentes sobre su eventual monogamia.
Para comunicarse, emiten una variedad de sonidos y de pequeños gritos, y carrisquejos de dientes. Utilizan estos sonidos para expresarse, desde el trino reposado y cariñoso que hacen a una pareja potencial, hasta el ladrido fuerte y agresivo que hacen cuando se sienten amenazadas. Las crías suelen saludar a sus padres con un canto muy agudo, normalmente para indicar que tienen hambre. El primer estudio científico de los sonidos de las chinchillas en su ambiente social fue llevado a cabo por el Dr. Bartl en Alemania. Como están activas de noche, es habitual que hagan vocalizaciones en las primeras horas de la mañana.
Las chinchillas pueden liberar chorros de orina o una fuerte olor si son atacadas. Los conflictos entre ejemplares son raros si su hábitat es lo suficientemente grande.

### Amenazas

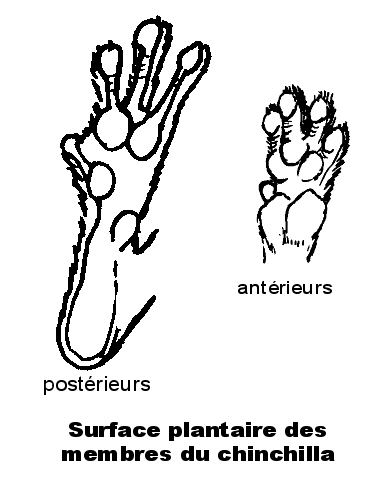
Superficie plantar de una chinchilla doméstica.

Como pequeños herbívoros que son, las chinchillas son presas típicas. Sus pequeños incisivos de color naranja y sus patas con dedos parcialmente atrofiados (patas anteriores: cuatro dedos y un dedo atrofiado; posteriores, tres dedos y un dedo atrofiado) y dotados de garras muy cortas, no son suficientes para protegerlas.
Su defensa es huir, las patas posteriores, más desarrolladas que las anteriores y con cojinetes antiderrapaje, junto con una cola espesa y gruesa, les permiten ponerse a dos patas para observar a lo lejos, saltar al estilo de los canguros y trepar a las paredes rocosas para huir rápidamente ante el más mínimo indicio de peligro.
El pelo cae en forma de pelusas, y la cola se rompe fácilmente para permitir a las chinchillas huir de los raros predadores naturales que tienen (aves de presa, zorros y felinos silvestres).

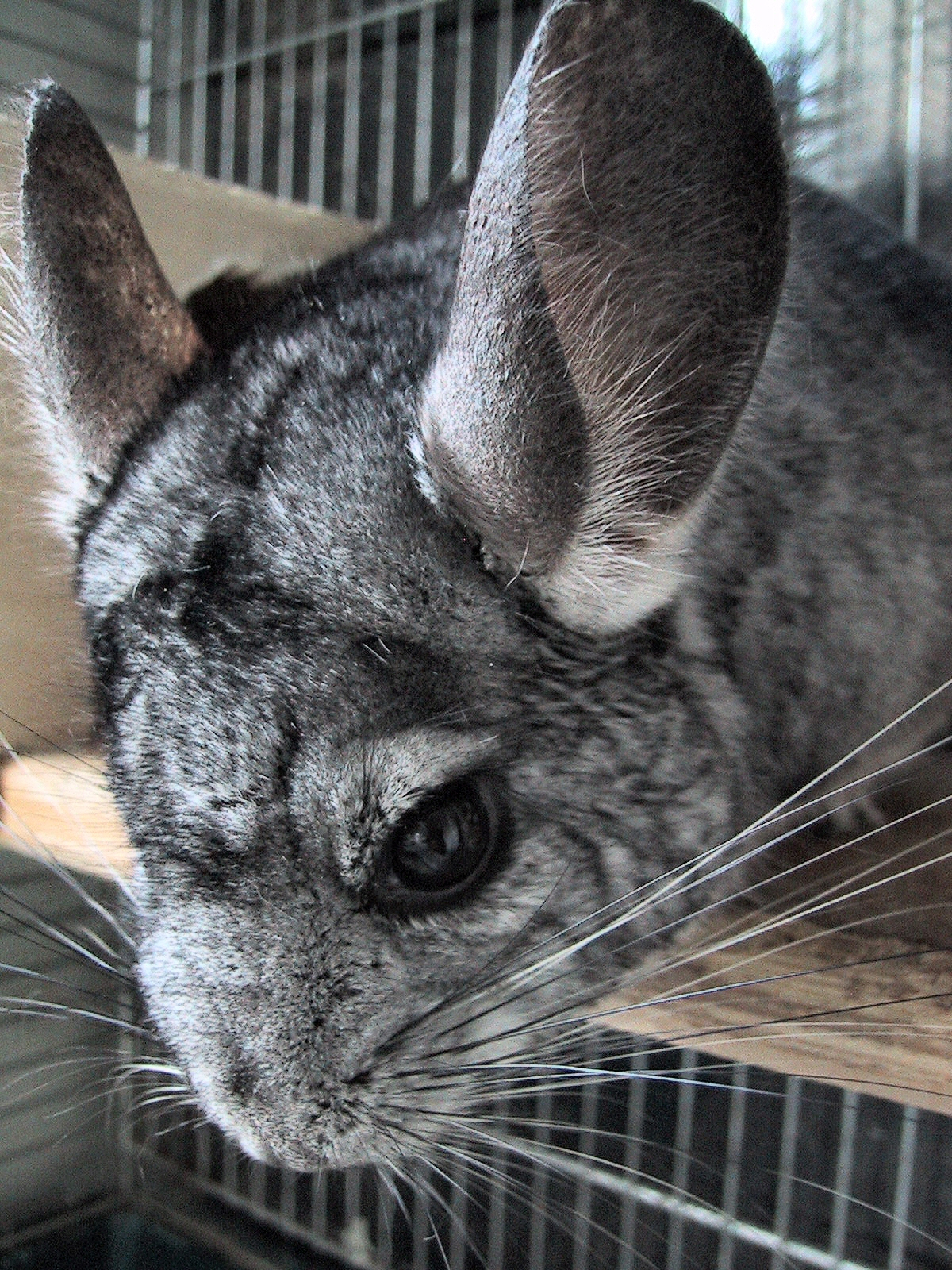
La cabeza de una típica chinchilla doméstica adulta. Cabe destacar su desarrollo adaptado a la vida nocturna de las vibrisas, los ojos y orejas.

Las chinchillas son animales nocturnos con unos grandes ojos negros y grandes orejas bien desarrolladas, que les permiten orientarse en la oscuridad entre las rocas.

### Características y alimentación
La chinchilla tiene un pelaje particularmente espeso que limita la evaporación en estas regiones donde la temperatura varía mucho de la noche a la mañana. Mientras que en los humanos, cada folículo piloso lleva un único pelo, en las chinchillas, cada folículo lleva más de cincuenta.

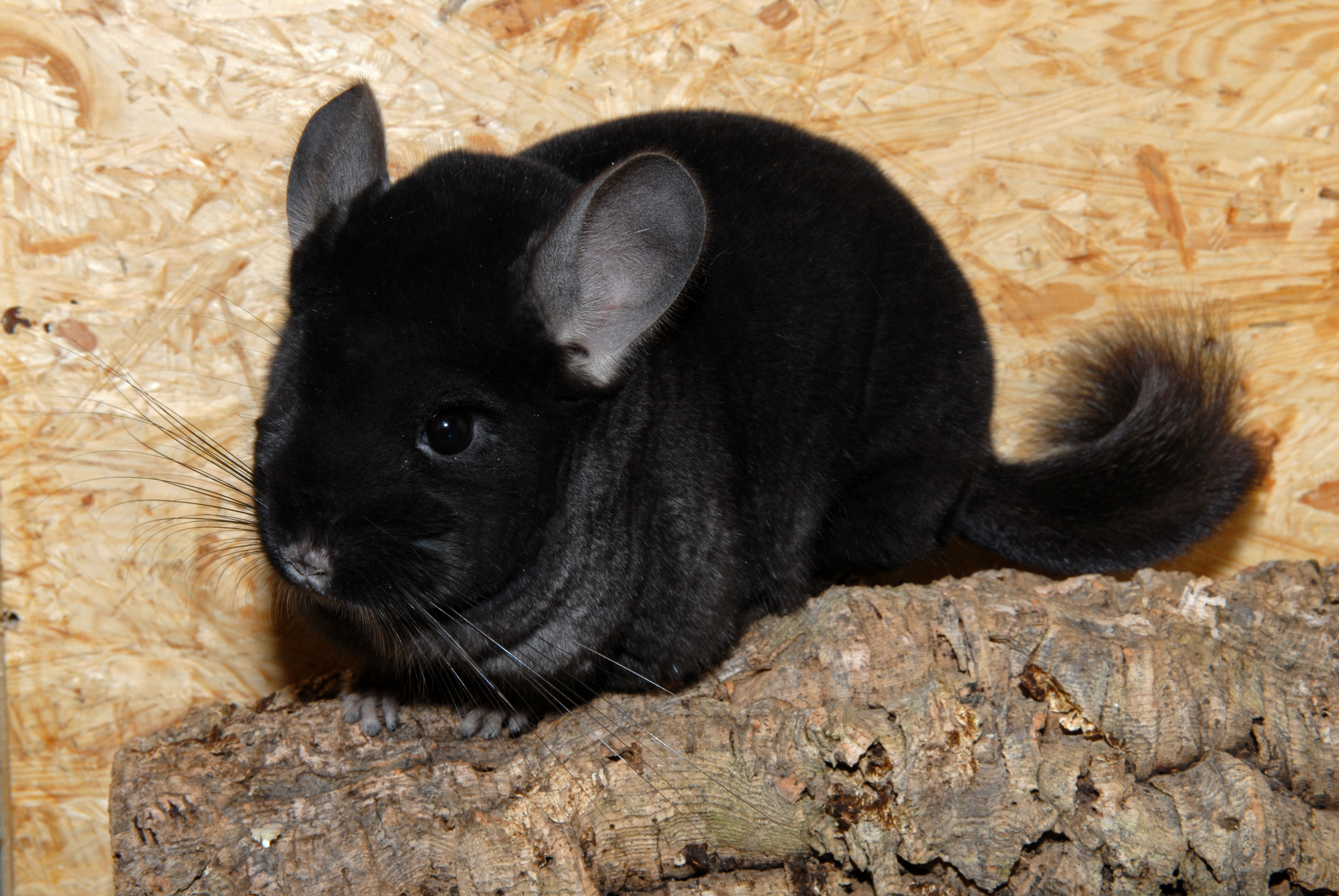
Chinchilla mutante con el pelaje de color ebony velvet.

Se trata del pelaje más espeso de todas las especies terrestres[cita requerida]: hay 20 000 pelos por centímetro cuadrado. Su sistema de defensa consiste en el pelaje que poseen: al ser muchos pelos en un solo folículo, se mantienen unidos débilmente; por eso cuando el depredador lo atrapa, la chinchilla escapa corriendo y el depredador se queda con el mechón en la garra. En estos territorios áridos, las chinchillas anidan dentro de cavidades, entre arbustos espinosos, y cuidan su pelaje bañándose en polvo volcánico.
En su hábitat natural se alimentan fundamentalmente de una planta herbácea llamada pasto rey (Nasella chilensis), propia de los altos páramos. También consumen frecuentemente otras plantas como Stipa plumosa y Cordia decandra.

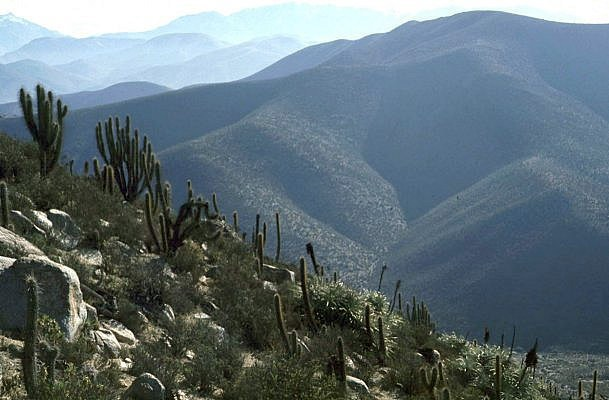
El hábitat natural de la chinchilla costina cerca de Auco, Chile.

Beben agua del rocío, y comen alimentos variados que cogen con sus patas anteriores prensiles. Su dieta es esencialmente vegetariana (hierba, cactus, frutas, etc.) Las chinchillas se comen cualquier vegetal comestible, pero a veces también pueden consumir insectos. Esto es una forma de adaptarse a las estaciones y a los períodos secos.
Gracias a una dentición continua y un sistema digestivo adaptado - con un ciego y colon particularmente desarrollados y favorables a las bacterias - las chinchillas pueden soportar esta dieta muy rica en fibras. Al contrario de lo que dice un mito muy extendido, incluso dentro de la comunidad científica, la chinchilla no es cecótrofo, no reingiere habitualmente sus excrementos, sino que sólo sería un coprófago condicional.
Mientras tanto en cautiverio el heno es la base de la alimentación de las chinchillas. Si tuviésemos que cuantificar su importancia diríamos que el 75% de la ración de una chinchilla debería ser heno. Una de las misiones más importantes del alimento, y que no suele considerarse, es la de facilitar el desgaste de las muelas por su composición y por la forma en que es ingerido.

### Reproducción
Las chinchillas viven alrededor de diez años en libertad y en cautividad alcanzan hasta veinticinco años de edad. La de más edad conocida tenía veintiséis años en el 2008. Las chinchillas se reproducen lentamente en comparación con otros roedores.
- La madurez sexual se alcanza a la edad de cinco meses, el celo dura aproximadamente 5 días y se produce una vez cada mes.
- La gestación dura un mínimo de ciento once días. En los que la hembra aumentará de peso y comerá más a menudo, al final de la gestación comenzará a tumbarse de lado para descansar.
- Las crías nacen con pelo y con los ojos abiertos y con dientes útiles, siendo capaces a las pocas horas de correr y saltar a la vez que ya son hábiles para tomar comida sólida.
- La lactancia de las crías tiene que ser de un mínimo de dos meses, aunque empezarán a probar alimento sólido a los pocos días de nacer, necesitando aun así la leche materna
- Las hembras tienen una media de dos camadas por año, generalmente con dos crías en cada una. No es aconsejable que tengan más de dos camadas al año ya que la larga gestación y lactancia, les produce un gran desgaste.

## Origen e historia

### Prehistoria
Se conocen restos fósiles de Chinchilla chinchilla en sitios arqueológicos del Holoceno tardío, con una edad de 1600 años antes del presente.
Los registros más antiguos de la subfamilia Chinchillinae, a la que pertenecen las chinchillas junto con los chinchillones del género Lagidium, corresponden al Mioceno temprano de Chile. Las chinchillas han permanecido siempre en el mismo territorio (la parte de los Andes que bordea la costa occidental de Sudamérica) debido a las barreras naturales y a los predadores.

### Caza tradicional
Originalmente, las chinchillas salvajes estaban muy extendidas por los Andes centrales y las montañas adyacentes. En 1864 todavía se podían observar, en los altos Andes, cientos de chinchillas poco feroces subiendo y bajando con una rapidez sorprendente las escarpadas paredes rocosas.
En cuanto a la época precolombina, se puede afirmar que el uso del pelaje de las chinchillas se remonta a bastante antes del Imperio inca. También se las cazaba por la carne y como animal de compañía. Los chinches lo utilizaban para hacer ropa e hilaban los pelos para hacer mantas. Cuando los chinches fueron derrotados por los incas, estos últimos reservaron el uso de los pelos de chinchilla para las túnicas de ceremonias reales.
Los conquistadores españoles descubrieron la suavidad de este pelaje y, en el siglo XVIII, comenzaron a exportar pieles hacia España.

### Caza intensiva
El pelaje extremadamente suave y denso, el más espeso de todas las especies terrestres (20 000 pelos por cm²), es a la vez causa de su fama - es uno de los pelajes más caros - y de la desaparición de animal, pues ha sido casi exterminado por la caza intensiva. La nutria marina, que no supera su récord con 17.000 pelos por cm², sufrió una suerte similar, en la misma época y por los mismos motivos.
La caza intensiva por «chinchilleros» empezó en 1828 en el norte de Chile, logrando entre 1900 y 1909 aproximadamente 1,5 millones de animales por año, y destruyendo a la vez el hábitat de las chinchillas, de modo que este roedor ya estaba casi aniquilado en 1917. Las pieles eran exportadas principalmente a los Estados Unidos, Inglaterra, Francia y Alemania.
A partir del 1890, se empezó a tomar conciencia del riesgo de extinción, pues la chinchilla se reproduce menos rápidamente que otros roedores. En 1898 se reglamentó la caza, con poco éxito.
En 1900, el director del Centro de Investigación Zoológica y Botánica de Santiago de Chile pidió al gobierno que se protegieran las chinchillas. La petición fue en vano ya que el gobierno consideró que aún eran muy numerosas.
En 1910, los principales exportadores firmaron un tratado para prohibir la caza y la exportación de las chinchillas, el único efecto fue un aumento del precio de las pieles. De hecho, hacia el 1913, capturando un único animal por mes, los «chinchilleros» ganaban más que trabajando en las minas. En 1929, una piel podía alcanzar un precio de 170 dólares, y los comerciantes de pieles dieron incluso instrucciones de obtener pieles «a cualquier precio». Entre el 1840 y el 1916 fueron exterminadas más de 21 millones de chinchillas.
En 1929 se promulgó una ley de protección que no fue aplicada estrictamente hasta el 1983, con la creación de la Reserva Nacional Las Chinchillas en Chile. La caza de C. lanigera duró hasta el 1968, no solo por su pelaje sino también para renovar su base genética, por parte de los criadores de chinchillas domésticas que se multiplicaban en aquella época. Esto contribuyó paradójicamente a reducir aún más la población salvaje.

## Conservación
El 3 de marzo de 1973, la chinchilla fue incluida en el anexo I de la CITES, llamado también "Convención de Washington". Se precisa:

Chincilla spp.[Los ejemplares de la forma doméstica no están concernidos por las disposiciones de la Convención, únicamente las chinchillas salvajes]. El comercio de ejemplares de estas especies debe estar sometido a una reglamentación particularmente estricta para no poner en peligro la supervivencia, y no debe estar autorizado nada más que en condiciones excepcionales.
Anexo I de la CITES

Las especies salvajes disfrutan de un nivel de protección y de una política de conservación específicas. C. chinchilla está considerada como «en peligro crítico», y C. lanigera como «vulnerable» por la IUCN, que reconoce sin embargo que «la caza de chinchillas continúa» y que C. chinchilla (que tiene el pelaje más deseado) es todavía perseguida.
A pesar de su condición de animal protegido y la creación de reservas naturales, la población de chinchillas salvajes no deja de menguar. Esto se debe ciertamente a la acción conjunta de la perturbación de su hábitat, de los predadores y de las enfermedades.
Hasta ahora, la cría en cautividad no ha dado resultados positivos. Han fracasado los intentos de reintroducir en Chile chinchillas criadas, así como los intentos de introducir al animal en California o Tayikistán.
Por su parte, la chinchilla doméstica, criada con éxito desde 1923, está extendida, en casi todo el mundo. Es fácil de criar, incluso por particulares. Su estado de protección como animal de piel difiere de un país a otro. La protección de las chinchillas también depende del descubrimiento de productos de sustitución como el Orylag, un conejo criado expresamente para conseguir una piel similar a la de las chinchillas.

## Investigación científica
La chinchilla a menudo es utilizada como animal modelo en la investigación del sistema auditivo, por el rango de audición de las chinchillas (20 Hz a 30 kHz) y su tamaño coclear, y además resulta bastante fácil acceder a la cóclea. Otros campos de la investigación en que se utiliza la chinchilla como animal modelo incluyen el estudio de la enfermedad de Chagas, enfermedades gastrointestinales, neumonía, listeria e infecciones por Yersinia y Pseudomonas .